# Fédération de Belgique de hockey sur glace
La Fédération royale belge de hockey sur glace (ou Koninklijke Belgische IJshockey Federatie en néerlandais) est l'organisme officiel qui gère le hockey sur glace en Belgique.
La Belgique est l'un des membres fondateurs de la Fédération internationale de hockey sur glace, créée le 8 décembre 1908.
Elle a sous sa tutelle les différentes équipe de Belgique de hockey sur glace (senior, junior, moins de 18 ans).
Elle organise différentes compétitions de clubs dont le Championnat de Belgique.